# Schatten (Robert Schneider)
Schatten ist ein Roman von Robert Schneider aus dem Jahr 2002. Er erschien, wie auch Schneiders Debütroman Schlafes Bruder (1992), im Reclam-Verlag. Eine von Palma Severi ins Italienische übertragene Fassung wurde 2004 von Einaudi herausgebracht.
Das etwa zweihundertseitige Buch handelt von der Begegnung zweier alter Damen in einem ehemaligen Bohème-Restaurant in Sydney. In Form von Monologen und Dialogen werden die Liebes- und Lebenstragödien der beiden Frauen geschildert.

## Inhalt
Nach sechsundzwanzig Jahren treffen sich die zwei ehemaligen Freundinnen Florence Goldin und Kasha Markovski in einem Sydneyer Hafenrestaurant wieder. Die beiden säkularisierten Jüdinnen, die in jungem Alter und vor dem Zweiten Weltkrieg Europa Richtung Australien verlassen haben, kennen sich seit ihrer gemeinsamen Zeit im Mädchenpensionat aber hatten seit Langem keinen Kontakt mehr. Im „Pacific“, einem Etablissement, das sie früher oft frequentierten, berichtet Florence von ihrem Zusammentreffen und ihrer Liebe zu Collin Lamont, dem vor fünfzehn Jahren verstorbenen Mann von Kasha. Diesen hatte sie als jungen Mann im „Pacific“ kennengelernt und mit ihm geschlafen. Während sich Florence in ihn verliebt, kränkt es sie, dass er ihre Gefühle nicht erwidert und sie zu ignorieren beginnt. Florence beginnt ihn bereits aufzugeben, bis dieser angetrunken vor ihrer Tür steht: Sie schlafen erneut miteinander und es entsteht ein beziehungsähnliches Zusammenleben – jedoch weiterhin ohne ein Liebesbekenntnis Collins.
Florence erzählt weiter davon, dass sie nach einem Konzert auf ihren ehemaligen Geigenlehrer Václav traf. Der ebenfalls emigrierte und inzwischen stark gealterte Mann kommt mit ihr ins Gespräch und entwickelt sich zu ihrem Freund und Zuhörer. Bei ihm im Altersheim und bei sich in der Wohnung klagt sie ihm ihren Liebeskummer und fragt ihn um Rat, er wiederum bringt ihr das „Schweigen“ und „Aushalten“ bei. Nach drei Jahren kehrt Collin in seine Heimatstadt Canberra zurück. Florence schreibt etwa „zweihundert Briefe und Karten“, die er nur sporadisch beantwortet. An seinem fünfundzwanzigsten Geburtstag besorgt sie einen Gedichtband von Dylan Thomas als Geschenk – Collin bezeichnete sich selbst als Dichter, verfasste aber nie ein Gedicht – und fährt mit dem Zug nach Canberra, um ihn zu treffen. In Collins Elternhaus wird sie zu ihrer Überraschung von Kasha Markovski begrüßt und ihr wird eröffnet, dass diese mit Collin verlobt sei. Am Ende der Geburtstagsfeier macht sie dem betrunkenen Jubilar einen Heiratsantrag, doch dieser ist nicht gewillt, ihre eine Antwort geben.
Zurück in Sydney wird sie von Kasha besucht und ihre alte Freundschaft lebt wieder auf. Florence setzt Kasha von ihren Gefühlen in Kenntnis, bricht aber den Kontakt zu Collin ab. Zeitgleich erfährt sie von der anstehenden Hochzeit und dem Tod Václavs. Sie kauft ihrem verstorbenen Freund ein Grab und ein Flugticket nach Warschau. Auf ihrer Hochzeit spielt sie für das Brautpaar auf der Geige und tanzt mit Collin. Nach der Vermählung fällt Florence in eine Depression und versucht sich das Leben zu nehmen. Sie bricht den Kontakt zu beiden ab, kommt aber jedes Jahr an Collins Geburtstag ins „Pacific“ um „eine Fischsuppe zu essen und zum Fenster hinauszublicken“.
Etwa zwei Monate vor seinem Tod, steht Collin Lamonts aufgelöst vor Florence' Tür. Er bezeichnet sich als „größte[n] Versager auf Gottes weiter Erde“ und gibt Florence zu verstehen, dass er „nie in der Lage gewesen [sei], seine Gefühle auszudrücken“. Collins spätes Liebesbekenntnis nimmt Florence nicht an und weist ihn ab.
Nach diesem Bericht fängt Kasha an, die Geschichte aus ihrer Perspektive zu erzählen. Sie gibt zu, Florence seit Kindertagen beneidet und Collin nicht geliebt zu haben. Sie erklärt ihr, dass dieser eines Tages in ihrer Praxis aufgetaucht sei, als sie angefangen hatte, als Psychoanalytikerin zu arbeiten. Collin habe sie mit Blumen und Geschenken überhäuft und sie eines Tages überrumpelt und nach Canberra mitgenommen. Sie begründet das mit ihrem unterwürfigen Wesen und ihrer Unfähigkeit, einem starken Willen zu widerstehen.
Nach ihrer Aussprache und Versöhnung kehrt Elmer, Kashas zweiter Ehemann ins Restaurant ein, um seine Frau abzuholen. Sie verabschieden sich von Florence, steigen in ihren Wagen und fahren davon. Ein Kellner (ebenfalls mit Namen Collin), der sich zuvor durch persönliche Anmerkungen von Florence gekränkt gezeigt hatte, eilt ihr hinterher und bittet sie um Rat in Liebesdingen. Er gesteht ihr, dass sie mit ihren Einschätzungen richtig lag und bezeichnet sie als „weise Frau mit einem großen spirituellen Wissen“. Sie bietet ihm an, zuzuhören und gibt ihm einen Ratschlag zum Thema Liebe.

## Erzähltechniken und Stil
In starkem Kontrast zu Schneiders historischen Romanen, die in einer manieristischen Sprache gehalten sind – das im 16. Jahrhundert spielende Buch Kristus (2004) wurde beispielsweise in einem „barockisierenden Duktus“ verfasst – ist Schatten in einer protokollarischen Gegenwartssprache gehalten. Diese ist durchsetzt von teilweise pathetischen Gefühls- und Motivationsbeschreibungen.
Das Buch wechselt zwischen der Beschreibung des gegenwärtigen Restaurant-Geschehens und den im Tischgespräch erzählten, zurückliegenden Ereignissen. In der ersten Hälfte des Werkes ist die Gesprächskonstellation folgende: In Form eines nur vereinzelt unterbrochenen Monologs erstattet die Figur der Florence Goldin ihrer Freundin Bericht und beschreibt ihr Innenleben, während Kasha zuhört. In wesentlich kleinerem Umfang wird Florence und dem Leser danach wiederum die Geschichte aus der Perspektive der Kasha Markovski vermittelt. Zwischendurch gibt es immer wieder Wechsel zur Restaurant-Szenerie, in der unter anderem die Interaktion mit den Kellnern beschrieben werden und einzelne Dialoge stattfinden.

## Rezeption
Während der Debütroman des österreichischen Schriftstellers noch breiten Zuspruch erfuhr und die zwei folgenden mäßige Kritiken erhielten, wurde Schneiders Schatten „fast nur noch negativ gewürdigt“.
In einer Buchbesprechung des Spiegel-Magazins wurde Schneider als „zuverlässiger Lieferant von Stilblüten“ bezeichnet und ihm vorgeworfen, unfähig zu sein, „über Emotionen anders zu schreiben als in Klischees“. Eberhard Rathgeb (Frankfurter Allgemeine Zeitung) wies darauf hin, dass der Roman an einem beliebigen anderen Ort spielen könnte, da „nichts über Australien“ erzählt wird. Weiterhin bezeichnete er die Unterhaltung der Frauen in diesem Buch als „Gefasel über die Liebe und deren Geheimnis und Macht“, unter dem man als Leser „leiden“ würde. Kim Cyr (Literaturkritik.de) äußerte die Ansicht, dass Schatten „zu einem reinen selbstverliebten Kompendium Schneiderschen Liebes-Glaubens“ geraten sei und „viel Gesäusel und Zähes über unerfüllt erfüllt Liebende“ enthielte. Wohlwollender fiel die Kritik von Anne M. Zauner (Literaturhaus Wien) aus, die Schatten als „sehr lesbares, oft berührendes Buch“ bezeichnete, dem aber keine authentische Wesensbeschreibung der gealterten Hauptprotagonistin gelänge und das insgesamt keine „literarische Sensation“ sei. Der Journalist und Schriftsteller Fabrizio Falconi rezensierte die italienische Fassung des Buches und bezeichnete den ersten Teil des Buches als gelungensten, wobei er die „fehlende Handlung“ und das „seltsame und unpassende Ende“ bemängelte.

## Ausgaben

### Originalausgabe
- Schatten, Reclam Verlag, Leipzig 2002, ISBN 3-379-00792-7

### Übersetzungen
- Ombre, Einaudi, Torino 2004, ISBN 978-88-06-16908-4 (italienisch)